# 교황 인노첸시오 12세
교황 인노첸시오 12세(라틴어: Innocentius PP. XII, 이탈리아어: Papa Innocenzo XII)는 제242대 교황(재위: 1691년 7월 12일 - 1700년 9월 27일)이다. 세속명은 안토니오 피냐텔리(이탈리아어: Antonio Pignatelli)이다.

## 생애
1615년 3월 13일 이탈리아의 스피나촐라 근처에서 태어났다. 로마 콜레지오에서 수학하고 교황 우르바노 8세에 의해 교황청에서 일하게 되었다. 우르비노에서는 부사절, 몰타에서는 이단심문관, 비테르보에서는 지사, 토스카나와 폴란드, 오스트리아의 사절로 일한 후 교황 클레멘스 10세와 사이가 좋지 않아 레체의 주교로 좌천되었다. 1681년에는 추기경이 되었고 1691년 5개월 내내 계속된 콘클라베 끝에 7월 12일 교황으로 선출되었다.
가난한 청소년들을 위한 성 미카엘 병원을 증축하고 라테란 궁전을 무직자들에게 개방하였으며 공직매매를 줄이고 지출을 과감히 삭감하였다. 교황청 행정을 재조정하고 족벌주의를 금하는 칙서를 내려 교황의 친척 중 1명만 추기경이 될 수 있게 하였다.
인노첸시오 12세는 프랑스의 루이 14세를 설득하여 프랑스 성직자 대회에서 나온 4개 항을 철회하여 프랑스 교회와의 분열을 피하였다. 주교들은 철회한다는 서한을 교황청에 보냈다. 얀센파에 대해서는 교황 알렉산데르 7세의 공식 문헌을 재확인하고 5개 조항의 토론을 금지시켰다.
| 전임 알렉산데르 8세 | 제242대 교황 1691년 7월 12일 - 1700년 9월 27일 | 후임 클레멘스 11세 |